# Зелёная Балка (Гадячский район)
Зелёная Балка (укр. Зелена Балка) — село,
Гречановский сельский совет,
Гадячский район,
Полтавская область,
Украина.
Код КОАТУУ — 5320482403. Население по переписи 2001 года составляло 5 человек.

## Географическое положение
Село Зелёная Балка примыкает к селу Побиванка (Липоводолинский район).
По селу протекает пересыхающий ручей с запрудой.
Рядом проходит автомобильная дорога Т-1904.

## История
- 1859 — дата основания.